# Johann Georg Wagler

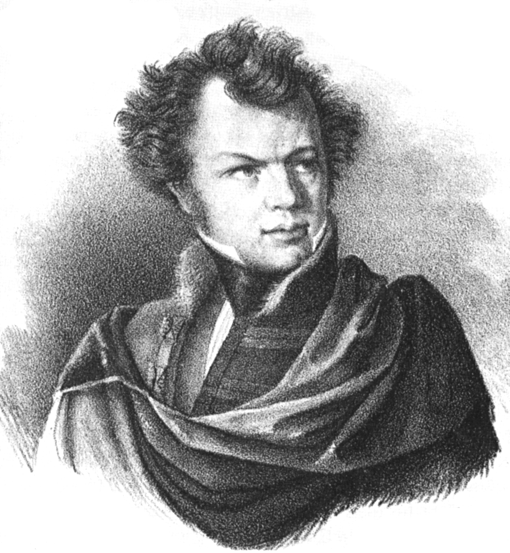
Johann Georg Wagler

Johann Georg Wagler (ur. 28 marca 1800 w Norymberdze, zm. 23 sierpnia 1832 w Monachium) – niemiecki herpetolog i ornitolog.
Wagler był asystentem Johanna Baptista von Spixa, a po jego śmierci (1826) został dyrektorem Muzeum Zoologicznego na Uniwersytecie w Monachium. Pracował nad bogatymi zbiorami sprowadzonymi z wypraw do Brazylii. Był autorem monografii papug Monographia Psittacorum (1832); w pozycji tej m.in. nadał nową nazwę naukową (Sittace Spixii) odkrytej i opisanej przez Spixa (1817) arze modrej.
Wagler zmarł na skutek infekcji po przypadkowej ranie postrzałowej.

## Publikacje
- Serpentum Brasiliensium Species Novae (1824)
- Herpetology of Brazil Society for the Study of Amphibians and Reptiles (reprint 1981), współautor Johann Baptist von Spix
- Monographia Psittacorum Monaco (1832).